# Поста (Румунія)
Поста (рум. Posta) — село у повіті Марамуреш в Румунії. Входить до складу комуни Реметя-Кіоарулуй.
Село розташоване на відстані 400 км на північний захід від Бухареста, 14 км на південний захід від Бая-Маре, 86 км на північ від Клуж-Напоки.

## Населення
За даними перепису населення 2002 року у селі проживали 427 осіб, з них 426 осіб (99,8%) румунів. Рідною мовою 426 осіб (99,8%) назвали румунську.